# ФК Вав Салам
ФК Вав Салам (енгл. Al Wau Salaam Football Club) је фудбалски клуб из Јужног Судана, из града Вава. Тренутно се такмичи у Првој лиги Јужног Судана.

## Историја
Клуб је постао у сезони 2011/12. први шампион Јужног Судана у фудбалу након независности. Учествовао је и у регионалном КЕСАФА Међуклупском купу где је доживео три убедљива пораза.

## Успеси
- 2011/12: Првак државе (1)

## Такмичења
- 2012: КЕСАФА Међуклупски куп
- 2013: КАФ Лига шампиона